# Psylle de la pomme de terre
Bactericera cockerelli
Espèce
Le psylle de la pomme de terre (Bactericera cockerelli) est un insecte de l'ordre des hémiptères, de la famille des Triozidae, originaire des régions du sud de l'Amérique du Nord. C'est une espèce que l'on rencontre communément sur les cultures de pomme de terre et de tomate en Amérique du Nord (Canada, États-Unis, nord du Mexique). Les piqûres de nymphes, lorsqu'elles se nourrissent au détriment des plantes, provoquent sur celles-ci des symptômes de « jaunisse », la « jaunisse à psylles », attribués à l'effet d'une toxine. Cet insecte est en outre le vecteur d'une bactérie à l'origine de la maladie des chips zébrées.

## Description

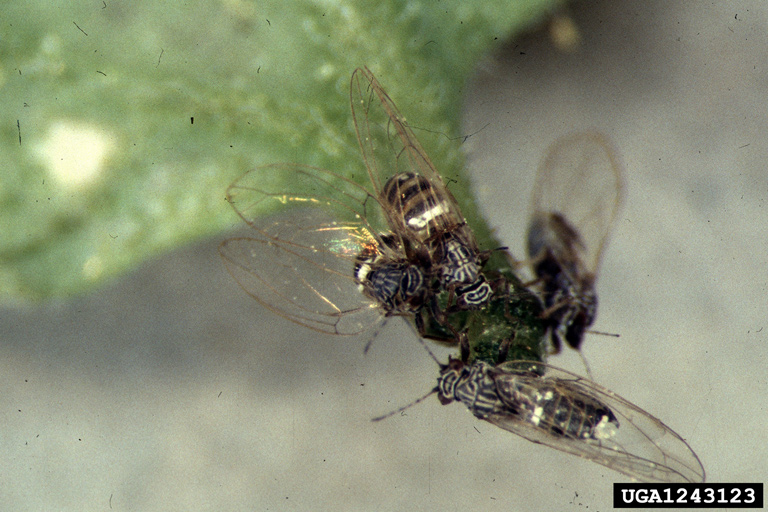
Adultes sur une feuille de tomate.

Le psylle de la pomme de terre est un insecte minuscule (environ 3 mm de long), aux ailes transparentes, qui ressemble à une petite cigale.

## Distribution
L'aire de répartition de cette espèce était limitée originellement aux régions centre et sud des États-Unis et du nord du Mexique. On la trouvait notamment de façon sporadique dans les champs de pommes de terre de Californie et de Basse-Californie (Mexique).
Depuis les années 2000, l'espèce s'est rapidement diffusée en Amérique du Nord, y compris vers le Canada et le Mexique, ainsi qu'au Guatemala et en Nouvelle-Zélande.
Dans la région euro-méditerranéenne, où l'insecte et la bactérie dont il est le vecteur n'ont pas été signalés, l'Organisation européenne et méditerranéenne pour la protection des plantes (OEPP) a émis une alerte mais n'a pas inscrit ces organismes sur les listes de quarantaine.

## Plantes hôtes
La gamme de plantes hôtes est assez grande, comprenant de nombreuses espèces rattachées à une vingtaine de genres botaniques.
Il s'agit principalement de plantes de la famille des Solanaceae, dont d'importantes plantes cultivées et un certain nombre d'adventices, et quelques espèces de la famille des Convolvulaceae, dont des liserons et la patate douce. Les hôtes préférentiels, sur lesquels peut se dérouler le cycle biologique complet de l'insecte, semblent être l'aubergine, la pomme de terre et la tomate.

## Biologie
Les nymphes, très petites et se nourrissant sur la face inférieure des feuilles, passent souvent inaperçues. Comme les adultes, elles se nourrissent à partir du phloème.
Les psylles, qui ne tolèrent pas les fortes chaleurs, survivent aux températures élevées en été en restant dans les cultures aux feuillages suffisamment développées pour leur offrir l'ombre nécessaire.

## Dégâts
Cet insecte peut causer des dégâts directs qui peuvent être très significatifs dans les cultures de pommes de terre et de tomate dans les périodes de pullulation importante. Les pertes agricoles les plus importantes semblent liées aux infestations survenant très tôt dans la saison de croissance, ou sur des cultures ayant un feuillage très développé, en été. On a signalé, en Californie, des pertes pouvant représenter jusqu'à 85 % de la récolte.
En outre, des dégâts indirects sont induits par un agent infectieux transmis par les psylles. Il s'agit d'une bactérie gram-négative, Candidatus Liberibacter qui est à l'origine de la maladie des chips zébrées, maladie des pommes de terre diagnostiquée dans les années 1990. Les tubercules atteints donnent des chips qui présentent souvent à la friture des décolorations en bandes plus claires.
Cette maladie cause un préjudice important aux agriculteurs car les pommes de terre concernées sont inaptes à la production de chips et donc déclassées. En outre, un certain nombre de pays encore indemnes de la présence de l'insecte, comme le Brésil ou la Corée, ont érigé des règles de quarantaine qui interdisent l'importation de pommes de terre américaines.

## Moyens de lutte
Les scientifiques de l'Agricultural Research Service (ARS), service de recherches agronomiques du ministère américain de l'Agriculture, sont à la recherche de meilleures méthodes pour maîtriser ce ravageur des pommes de terre.
On utilise habituellement des insecticides pour maîtriser les populations de psylles, cependant, il est assez difficile de prévoir les mouvements et les migrations des psyllides de façon à être en mesure de prévenir les infestations.
Les chercheurs de l'ARS tentent d'isoler les substances que les psylles femelles émettent pour attirer les mâles. Le but est de pouvoir synthétiser ces composés pour en imprégner des bandes qui seront placées dans des pièges disposés autour des champs de pommes de terre de manière à capturer des mâles. Les producteurs de pommes de terre seront ainsi informés des risques précis d'infestation et pourront traiter leurs champs au moment opportun.
Le but de ces recherches, en cours depuis 2010, est de mettre au point un outil spécifique de suivi des psylles, permettant aux agriculteurs de ne recourir aux insecticides qu'en cas de réelle nécessité et éviter d'atteindre d'autres populations d'insectes.